# Молоток Микола Анатолійович
Мико́ла Анато́лійович Молото́к — капітан Збройних сил України, учасник російсько-української війни.
Випускник 2011 року Академії сухопутних військ імені гетьмана Петра Сагайдачного, спеціальність «управління діями підрозділів артилерії». У липні 2014-го — командир мінометного підрозділу, з батальйоном «Айдар» вели бої за Хрящувате.

## Нагороди
за особисту мужність і героїзм, виявлені у захисті державного суверенітету та територіальної цілісності України, вірність військовій присязі під час російсько-української війни, відзначений — нагороджений
- 27 червня 2015 року — орденом Богдана Хмельницького III ступеня,